# 三笠村
三笠村（みかさむら）は静岡県の西部、小笠郡に属していた村。現在の掛川市北部にあたる。

## 地理
- 山: 粟ヶ岳、八高山、大尾山
- 河川: 原野谷川、倉真川

## 歴史
- 1954年（昭和29年）3月31日 - 西郷村・倉真村が合併して発足。
- 1956年（昭和31年）9月30日 - 原泉村の大部分（大和田・丹間・孕石・萩間・居尻・黒俣および炭焼の一部）を編入。
- 1957年（昭和32年）3月31日 - 旧原泉村の北部（大字萩間・居尻・黒俣・炭焼）が掛川市に編入。（5町2村）
- 1960年（昭和35年）10月1日 - 掛川市に編入。同日三笠村廃止。

## 名所・旧跡・観光スポット・祭事・催事
- 倉真温泉
- 法泉寺温泉